# Metophthalmus occidentalis
Metophthalmus occidentalis là một loài bọ cánh cứng trong họ Latridiidae. Loài này được Israelson miêu tả khoa học năm 1984.